# گمینا سنکووا
گمینا سنکووا (به لهستانی:  Gmina Sękowa) یک گمینا در لهستان است که در شهرستان گورلیتسه واقع شده‌است. گمینا سنکووا ۱۹۴٫۷۵ کیلومتر مربع مساحت و ۴٬۷۷۷ نفر جمعیت دارد.